# 塞加拉 (洛特-加龙省)
塞加拉（法語：Ségalas）是法国洛特-加龙省的一个市镇，属于马尔芒德区（Marmande）洛赞县（Lauzun）。该市镇总面积12.84平方公里，2009年时的人口为166人。

## 人口
塞加拉人口变化图示